# 于康震
于康震（1960年5月—），男，江苏沛县人，中国兽医学家，政治人物。现任农业农村部副部长。

## 生平
1977年12月参加工作，1995年8月加入中国共产党。
1982年1月，从南京农业大学兽医学专业毕业并获学士学位。1982年2月至2000年11月，在中国农业科学院哈尔滨兽医研究所工作，曾担任所长助理、副所长、所长（期间于1988年毕业于中国农业科学院研究生院并获得预防兽医学专业硕士学位；1991年至1995年，在美国加利福尼亚大学兽医学院从事博士和博士后研究工作）。
2000年11月，任农业部畜牧兽医局副局长。2003年12月，任全国畜牧兽医总站副站长、站长。2006年10月，任中国兽医药品监察所所长、农业部兽药评审中心主任、党委副书记。2008年9月，任农业部国家首席兽医师。2013年7月，任农业部党组成员、副部长。2018年3月出任改组后的农业农村部副部长。